# Chuop Hell
Chuop Hell (tiếng Khmer: ជួប ហ៊ែល; 1909 – khoảng năm 1975) là chính khách Campuchia, Chủ tịch Quốc hội từ năm 1958 đến năm 1962. Ông là quyền Nguyên thủ quốc gia Campuchia từ ngày 3 tháng 4 năm 1960 đến ngày 6 tháng 4 năm 1960 và từ ngày 13 tháng 6 năm 1960 đến ngày 20 tháng 6 năm 1960.